# Bit-Halupe

Mapa starożytnego Bliskiego Wschodu ok. 1000-800 p.n.e. z zaznaczonymi najważniejszymi aramejskimi i nowohetyckimi państewkami

Bit-Halupe – starożytne aramejskie państewko plemienne w północnej Mezopotamii, położone wewnątrz trójkątnego obszaru utworzonego przez zbieg rzeki Chabur z rzeką Eufrat. Było jednym z czterech aramejskich państewek z którymi graniczyła od zachodu Asyria na przełomie II i I tys. p.n.e. (pozostałymi były Bit-Zamani, Bit-Bahiani i Laqe). Do IX wieku p.n.e. wszystkie one zostały przez Asyrię podbite. 
W Bit-Halupe znajdowało się miasto Suru w którym asyryjski król Tukulti-Ninurta II (890-884 p.n.e.) otrzymał trybut od Hamataji, władcy Laqe. Suru znalazło się również wśród miast, które w 883 roku p.n.e. wzięły udział w nieudanym buncie przeciw asyryjskiemu królowi Aszur-nasir-apli II (883-859 p.n.e.).